# ベルリーナー・プファンクーヘン

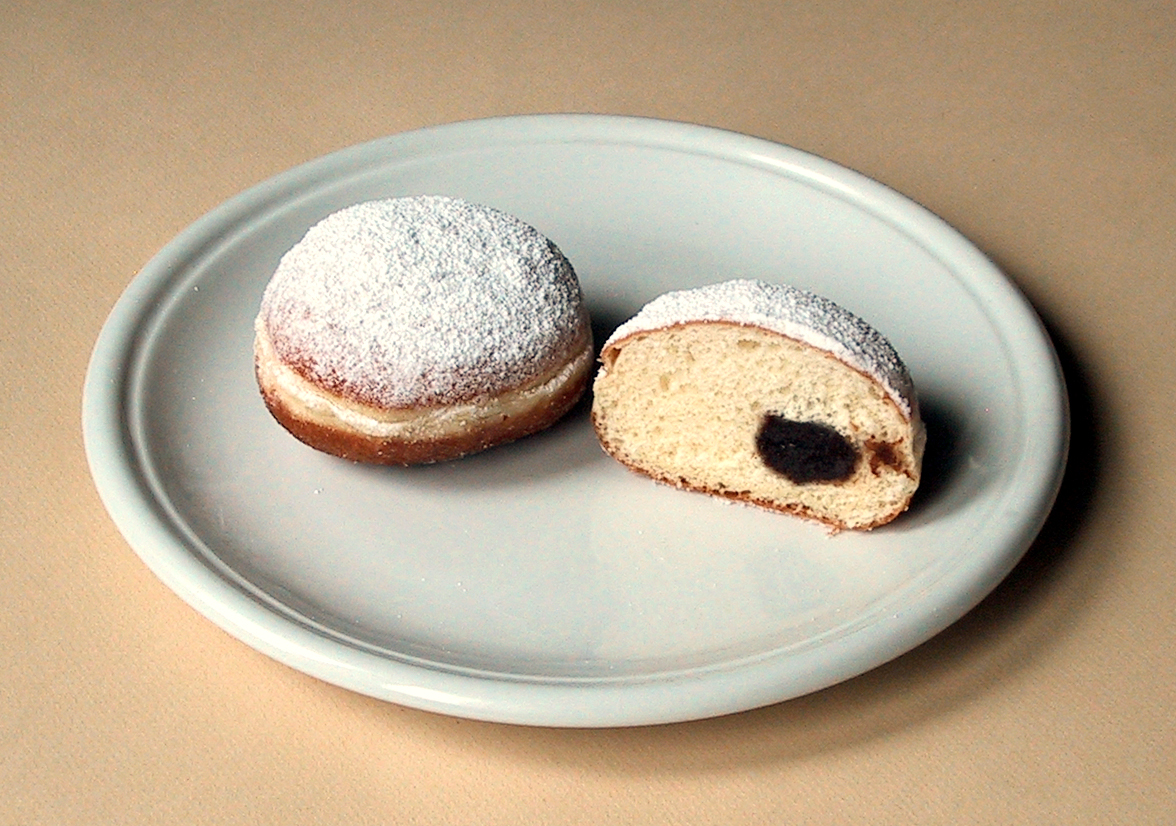
ベルリーナー

ベルリーナー・プファンクーヘン（独：Berliner Pfannkuchen）、または短くベルリーナー（Berliner）とは、ジャム入りの揚げパン（クラップフェン）である。/p͡f/音のカナ表記には、他に「ファン」「プァン」などがある。また、英語風にバーリナー、バーライナーとも呼ばれる。

## 概要
主にドイツのパン菓子で、甘いイースト入りパン生地を油で揚げ、中にマーマレードやジャムのフィリングを詰めたものである。通常は外にアイシング、粉砂糖、または普通の砂糖がかかっている。チョコレート、シャンパン、モカ、またはアドヴォカートのフィリングのものも売られている。フィリングは焼いた後に大きな注射器で注入する。英語圏の国ではベルリナーはジェリードーナツ（jelly doughnuts）として知られていて、通常はジャムを詰めたものを言う。
このパン菓子を指す用語は、ドイツの地域ごとに異なる。ほとんどの地域ではベルリーナーと言うが、ベルリン、ブランデンブルク、ザクセンの住人はプファンクーヘンと呼ぶ。“プファンクーヘン”とは、一般的なドイツ語で「パンケーキ」の意味である。南ドイツとオーストリアの一部ではクラップフェンと呼ぶ。それ以外のオーストリアではクルーラーと呼んでいる。

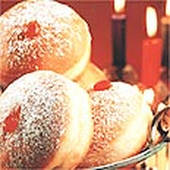
スフガニーヤー

ベルリーナーは伝統的に大晦日（ジルヴェスター）及び謝肉祭の祝日（脂の木曜日）を祝って食べる。ユダヤ教徒の間では「スフガニーヤー（sfganiyah）」と呼ばれ、ハヌカーを祝って食べられる。
一部のベルリーナーに、外見からは判らないように中にジャムの替わりにマスタードを詰めておくというのは、よくあるいたずらの一つである。

## 備考
英語圏で有名な逸話に、アメリカ合衆国大統領ジョン・F・ケネディが西ベルリンを訪問した際のスピーチ「Ich bin ein Berliner（私はベルリン市民である）」が「I am a jelly doughnut（私はジャムドーナツである）」と通訳されたというものがある。
ベルリン市民と本項目のベルリーナーが同じ単語のため些細な文法のミスを笑うものだが、現地のドイツでは全く知られていない逸話であり、実際には文法も誤っていないため、英語圏を中心にジョークが広まった都市伝説のようである。しかしこの都市伝説を逆手に取り、ベルリーナーにケネディの顔が描かれたキーホルダーがベルリンの土産店で広く販売されている。